# Centre hospitalier universitaire de Québec
Das Centre hospitalier universitaire de Québec (CHUQ) ist ein Verbund von allgemeinen Krankenhäusern und Lehrkrankenhäusern in der kanadischen Stadt Québec, die mit der dortigen Université Laval verbunden sind. Es zählt über 14.000 Mitarbeiter, davon rund 1600 Ärzte. Leiter des Verbundes (président du conseil d’administration du CHU de Québec-Université Laval) ist M. Gaston Bédard.
Zum Verbund gehören fünf Krankenhäuser:
- Centre hospitalier de l’Université Laval[2]
- Hôpital de l’Enfant-Jésus[3]
- Hôpital du Saint-Sacrement[4]
- Hôpital Saint-François d’Assise[5]
- Hôtel-Dieu de Québec[6]

Ebenfalls zum Verbund gehören ein Hör- und Sprechzentrum, ein allgemeinmedizinisches Behandlungszentrum, ein Zentrum für Kinder- und Jugendpsychiatrie sowie ein Veteranenheim.